# Do It Right (Anne-Marie)
Do It Right è un singolo della cantautrice britannica Anne-Marie, pubblicato il 20 novembre 2015.

## Tracce
1. Do it Right – 3:15

### Remixes
1. Do It Right (Blinkie Remix) – 3:28
2. Do It Right (M.A.X Remix) – 5:28
3. Do It Right (Special Request Remix) (Club Version) – 5:15

## Classifiche
| Classifica (2015-2016) | Posizione massima |
| ---------------------- | ----------------- |
| Australia              | 22                |
| Regno Unito            | 90                |